# Heterispa
Heterispa is een geslacht van kevers uit de familie bladkevers (Chrysomelidae).
De wetenschappelijke naam van het geslacht werd in 1875 gepubliceerd door Félicien Chapuis.

## Soorten
- Heterispa apicalis (Pic, 1927)
- Heterispa costipennis (Boheman, 1858)
- Heterispa infuscata (Chapuis, 1875)
- Heterispa limonensis (Uhmann, 1930)
- Heterispa vinula (Erichson, 1847)